# Mustang (kungadöme)
För andra betydelser, se Mustang (olika betydelser).

Det före detta kungadömets flagga.

Mustang var ett kungadöme i Nepal och låg på gränsen till Kina (Tibet), och dess huvudstad var Lo Manthang. Mustang var tidigare ett självständigt kungarike, som i slutet av 1700-talet kom att införlivas med Nepal, men fungerade som ett kungadöme fram till 2008.